# Praseodymi
Praseodymi (tên Latinh: Praseodymium) là một nguyên tố hóa học có ký hiệu Pr và số nguyên tử là 59.

## Đặc trưng
Praseodymi là một kim loại mềm màu trắng bạc thuộc về nhóm Lanthan. Nó có khả năng chống ăn mòn trong không khí tốt hơn một chút so với europi, lanthan, xeri hay neodymi, nhưng nó phát triển một lớp che phủ bằng oxide màu xanh lục dễ bở vụn ra khi bị lộ ra ngoài không khí, làm cho nó tiếp tục bị oxy hóa. Vì lý do này, praseodymi nên được lưu trữ trong dầu khoáng nhẹ hay trong lọ đậy kín. Trong các dạng hợp chất của nó, praseodymi thường có trạng thái oxy hóa +2, +3 và/hoặc +4. Praseodymi(IV) là một chất oxy hóa mạnh, nhanh chóng oxy hóa nước thành oxy nguyên tố dạng phân tử hay acid clohydric thành clo nguyên tố. Vì thế, trong dung dịch lỏng, chỉ có trạng thái oxy hóa +3 là hay bắt gặp. Các muối praseodymi(III) có màu vàng lục, và trong dung dịch, tồn tại trong phổ hấp thụ tương đối đơn giản trong khoảng nhìn thấy, với một dải nằm trong khoảng vàng-da cam ở bước sóng 589–590 nm (trùng với bức xạ kép của natri) và ba dải nằm trong khu vực lam/tím, ở bước sóng xấp xỉ 444, 468 và 482 nm. Các vị trí này biến động nhẹ với phản-ion. Praseodymi(III) oxide, thu được bởi đốt cháy các muối như oxalat hay cacbonat trong không khí, có màu đen (với dấu vết màu nâu hay lục) và chứa praseodymi +3 cùng +4 theo một tỷ lệ hơi biến thiên, phụ thuộc vào điều kiện hình thành. Công thức của nó thường được coi gần đúng là Pr6O11.

## Ứng dụng
Các công dụng của praseodymi:
- Như là tác nhân tạo hợp kim với magie để tạo ra các hợp kim có sức bền cao dùng trong động cơ máy bay.
- Praseodymi tạo thành phần lõi của các đèn hồ quang dùng trong chiếu bóng và các loại đèn chiếu.
- Các hợp chất của praseodymi tạo cho thủy tinh và men thủy tinh màu vàng.
- Praseodymi được dùng để tạo cho zirconia lập phương màu vàng-lục để giả lập peridot.
- Praseodymi là thành phần của thủy tinh đidymi, được sử dụng để làm một số loại kính an toàn nhất định dùng trong nghề hàn và thổi thủy tinh.
- Praseodymi trộn với các tinh thể silicat được dùng để làm chậm xung ánh sáng xuống vài trăm mét trên giây.
- Praseodymi tạo hợp kim với niken (PrNi5) có hiệu ứng từ nhiệt đủ mạnh cho phép các nhà khoa học tiếp cận trong phạm vi một phần nghìn của nhiệt độ 0 tuyệt đối[3].
- Kích thích tạp praseodymi trong thủy tinh fluoride cho phép nó được sử dụng như là sợi khuếch đại quang học chế độ đơn (PDFA, xem thêm EDFA).
- Praseodymi(III) oxide trong dung dịch rắn với ceria hay với ceria-zirconia được sử dụng như là chất xúc tác oxy hóa.

## Lịch sử
Tên gọi praseodymi có nguồn gốc từ tiếng Hy Lạp prasios nghĩa là xanh lục và didymos nghĩa là đôi, kép.
Năm 1841, Mosander đã tách ra loại đất hiếm đidymi từ lanthan. Năm 1874, Per Teodor Cleve kết luận rằng đidymi trên thực tế là hai nguyên tố và năm 1879, Lecoq de Boisbaudran đã cô lập được một nguyên tố đất hiếm mới là samari từ đidymi thu được từ khoáng vật samarskit. Năm 1885, nhà hóa học người Áo là nam tước Carl Auer von Welsbach đã tách didymi thành hai nguyên tố, là praseodymi và neodymi, với các muối của chúng có màu sắc khác biệt.
Leo Moser (con trai của Ludwig Moser, người sáng lập ra Moser Glassworks ở khu vực ngày nay là Karlovy Vary, Bohemia, Cộng hòa Séc, không nhầm với Leo Moser, một nhà toán học) đã nghiên cứu việc sử dụng praseodymi trong tạo màu thủy tinh vào cuối thập niên 1920. Kết quả là loại thủy tinh màu vàng-lục có tên gọi "Prasemit". Tuy nhiên, màu tương tự có thể thu được với các chất tạo màu có giá thành chỉ bằng một phần nhỏ giá thành của praseodymi vào cuối thập niên đó, do vậy kính màu với chất tạo màu là praseodymi đã không phổ biến, chỉ một vài miếng đã được tạo ra và các mẫu kính này hiện nay là rất hiếm. Moser cũng pha trộn praseodymi với neodymi để sản xuất thủy tinh "Heliolit", được chấp nhận rộng rãi hơn. Sử dụng thương mại kéo dài đầu tiên của praseodymi, còn tiếp tục cho tới nay, là trong dạng thuốc màu vàng-da cam cho gốm sứ, tức "vàng praseodymi", là dung dịch rắn của praseodymi trong lưới tinh thể zircon. Thuốc màu này không có vết màu xanh lục trong nó. Ngược lại, khi có một lượng đủ cao thì thủy tinh praseodymi lại có màu xanh lục đặc trưng chứ không phải màu vàng thuần khiết.
Sử dụng các phương pháp chia tách kinh điển, praseodymi luôn luôn là rất khó để làm tinh khiết. Ít phổ biến hơn so với lanthan và neodymi mà từ đó nó được tách ra (xeri đã được loại bỏ bằng phản ứng oxy hóa khử), praseodymi cuối cùng bị phân tán trong một lượng lớn các phần nhỏ, và hiệu suất thu được của vật liệu tinh chế là rất thấp. R. J. Callow đưa ra một hệ thống tinh chế sử dụng kết tinh nitrat amoni kép, bằng cách đó các nguyên tố đất hiếm trong monazit (trong các điều kiện trạng thái dừng, sử dụng việc tái chế thích hợp các phần nhỏ hỗn tạp) cung cấp 10% hàm lượng đất hiếm như là phần chứa 40% praseodymi. Vào cuối thập niên 1950, Lindsay Chemical Division của American Potash and Chemical Corporation, vào thời gian đó là nhà sản xuất lớn nhất các kim loại đất hiếm trên thế giới, đưa ra các muối praseodymi, được làm tinh khiết theo cách này, ở các cấp 30% và 45%. Rẻ nhất trong số này là các nitrat amoni kép, trực tiếp từ hệ thống tinh lọc: 30%: $6,30/lb. ($3,85/lb. cho các lượng 50-lb.) hoặc 45%: $8,20/lb. ($4,95/lb. cho các lượng 50-lb.). Mức giá cho 1 pao các oxide tương ứng là 22,50 và 29,90 cho 2 cấp tinh khiết. Dây chuyền sản xuất này nhanh chóng bị biến mất từ các bảng giá và được thay thế bằng praseodymi được tinh chế theo phương pháp trao đổi ion. Vào năm 1959, praseodymi(III) oxide 99% có giá ở mức $40/lb. và phẩm cấp 99,9% có giá $50 mỗi pao, hay tương ứng là 20 hay 25 US cents mỗi gam, khi mua lượng nhỏ.
Theo dòng lịch sử, praseodymi từng là nguyên tố đất hiếm mà việc cung cấp nó đã từng vượt quá nhu cầu. Điều này đôi khi dẫn tới giá cả mua bán nó rẻ hơn cả của neodymi, nguyên tố phổ biến hơn. Không mong muốn điều đó, phần nhiều praseodymi đã được tiếp thị như là hỗn hợp với lanthan và xeri, hay "LCP" (viết tắt từ ba chữ cái đầu tiên trong tiếng Latinh để chỉ mỗi nguyên tố), để sử dụng thay thế cho các hỗn hợp các nguyên tố nhóm lanthan truyền thống được tạo ra không quá đắt từ các khoáng vật monazit hay bastnaesit. LCP là những gì còn lại của những hỗn hợp như thế, sau khi neodymi mong muốn và tất cả các nguyên tố khác trong nhóm lanthan nhưng nặng hơn, hiếm hơn và có giá trị hơn đã được chiết tách ra bằng chiết dung môi. Tuy nhiên, khi công nghệ tiến triển, praseodymi đã tìm được khả năng kết hợp trong các nam châm neodymi-sắt-bo, do đó mở rộng việc cung cấp của neodymi có nhu cầu nhiều hơn. Vì thế, như là kết quả của điều này, LC bắt đầu thay thế dần cho LCP.

## Phổ biến
Praseodymi có sẵn ở lượng nhỏ trong lớp vỏ Trái Đất (9,5 ppm). Nó được tìm thấy trong các khoáng vật đất hiếm như monazit và bastnasit, thông thường chiếm khoảng 5% các nguyên tố nhóm lanthan chứa trong đó, và có thể được phục hồi từ bastnasit hay monazit bằng công nghệ trao đổi ion hay bằng chiết dung môi ngược dòng.
Praseodymi cũng chiếm khoảng 5% của misch metal.

## Hợp chất
Các hợp chất của praseodymi bao gồm:
- Các fluoride: PrF2, PrF3, PrF4
- Các chloride: PrCl3, PrCl4
- Các bromide: PrBr3, Pr2Br5
- Các iodide: PrI2, PrI3, Pr2I5
- Các oxide: PrO2, Pr2O3, Pr6O11
- Các sulfide: PrS, Pr2S3
- Các selenide: PrSe
- Các telurua: PrTe, Pr2Te3
- Các nitride: PrN

Xem thêm hợp chất praseodymi.

## Đồng vị
Praseodymi phổ biến trong tự nhiên là một đồng vị (Pr141) ổn định. Tuy vậy, 38 đồng vị phóng xạ cũng đã được nêu đặc trưng với các đồng vị ổn định nhất là Pr143 có chu kỳ bán rã 13,57 ngày và Pr142 có chu kỳ bán rã 19,12 giờ. Tất cả các đồng vị phóng xạ còn lại có chu kỳ bán rã nhỏ hơn 5,985 giờ và phần lớn trong số này có chu kỳ bán rã nhỏ hơn 33 giây. Nguyên tố này cũng có 6 trạng thái giả ổn định với ổn định nhất là Pr138m (t½ 2,12 giờ), Pr142m (t½ 14,6 phút) và Pr134m (t½ 11 phút).
Các đồng vị của praseodymi có nguyên tử lượng nằm trong khoảng từ 120,955 u (Pr121) tới 158,955 u (Pr159). Phương thức phân rã chủ yếu trước đồng vị ổn định Pr141 là bắt điện tử còn phương thúc phân rã chủ yếu sau Pr141 là phân rã β−. Sản phẩm phân rã chủ yếu trước Pr141 là các đồng vị của nguyên tố 58 (xeri) còn sản phẩm phân rã chủ yếu sau Pr141 là các đồng vị của nguyên tố 60 (neodymi).

## Phòng ngừa
Giống như mọi nguyên tố đất hiếm khác, praseodymi có độc tính từ nhẹ tới vừa phải. Praseodymi chưa được biết đến là có vai trò sinh học nào hay không.